# N3 (Ghana)
De N3 of National Road 3 is een nationale weg in Ghana die de stad Koforidua richting het oosten en het westen ontsluit. De weg is ongeveer 40 kilometer lang en loopt door de regio Eastern.
De N3 begint in Kpong bij een kruising met de N2 tussen Tema en Ho. Daarna loopt de weg verder naar het westen naar de stad Koforidua. Hier kruist de N3 met de N4 tussen Accra en Kumasi. Uiteindelijk eindigt de weg in Suhum op een kruising met de N6 die een tweede route tussen Accra en Kumasi vormt.